# フォン・シュタウト＝クラウゼンの定理
フォン・シュタウト−クラウゼンの定理（フォン・シュタウト−クラウゼンのていり、Von Staudt–Clausen theorem）は、数論におけるベルヌーイ数の小数部分に関する定理である。クラウゼン−フォンシュタウトの定理とも呼ばれる。カール フォン・シュタウト (1840)と、 トーマス クラウゼン (1840)が独立して発見した。
nを正整数、pを2nがp − 1で割り切れるような素数として、ベルヌーイ数B2nにすべての1/pを加えた数は整数になる。つまり、
{\displaystyle B_{2n}+\sum _{(p-1)|2n}{\frac {1}{p}}\in \mathbb {Z} .}
この定理により即座に、0でないベルヌーイ数B2nの（既約な）分母が、2nがp − 1で割り切れるような素数pの総積であることが分かる。更に、無平方で、6で割り切れる事も導ける。
ベルヌーイ数B2nについて、n番目の分母の成す数列は次の通り。
6, 30, 42, 30, 66, 2730, 6, 510, 798, 330, 138, 2730, 6, 870, 14322, 510, 6, 1919190, 6, 13530, ... オンライン整数列大辞典の数列 A002445.
整数列 {\displaystyle B_{2n}+\sum _{(p-1)|2n}{\frac {1}{p}}}は次のようになる。
1, 1, 1, 1, 1, 1, 2, -6, 56, -528, 6193, -86579, 1425518, -27298230, ... オンライン整数列大辞典の数列 A000146.

## 証明
4つの補題を用いる。
pを素数とする。
1. 2nがp – 1で割り切れるならば、
{\displaystyle \sum _{m=0}^{p-1}{(-1)^{m}{p-1 \choose m}m^{2n}}\equiv {-1}{\pmod {p}}.}
2.  2nがp – 1で割り切れないならば、
{\displaystyle \sum _{m=0}^{p-1}{(-1)^{m}{p-1 \choose m}m^{2n}}\equiv 0{\pmod {p}}.}
補題1,2の証明にはフェルマーの小定理を使う。m = 1, 2, ..., p – 1について、
{\displaystyle m^{p-1}\equiv 1{\pmod {p}}}
である。
2nがp – 1で割り切れる（2nがp – 1の倍数）ならば、m = 1, 2, ..., p – 1について、
{\displaystyle m^{2n}\equiv 1{\pmod {p}}}
であるから、
{\displaystyle \sum _{m=1}^{p-1}(-1)^{m}{\binom {p-1}{m}}m^{2n}\equiv \sum _{m=1}^{p-1}(-1)^{m}{\binom {p-1}{m}}{\pmod {p}},}
{\displaystyle \sum _{m=1}^{p-1}(-1)^{m}{\binom {p-1}{m}}=(1-1)^{p-1}-1=-1.}

より補題1が証明された。ただし、二番目の式では二項定理を用いている。
2nがp – 1で割り切れないならば、フェルマーの小定理より、
{\displaystyle m^{2n}\equiv m^{2n-(p-1)}{\pmod {p}}.}
℘ = ⌊ 2n / (p – 1) ⌋とする。床関数の性質℘ < 2n / (p – 1) < ℘ + 1より0 < 2n – ℘(p – 1) < p – 1。
m = 1, 2, ..., p – 1、0 < 2n – ℘(p – 1) < p – 1について、フェルマーの小定理より、
{\displaystyle m^{2n}\equiv m^{2n-\wp (p-1)}{\pmod {p}}}
したがって、
{\displaystyle \sum _{m=0}^{p-1}(-1)^{m}{\binom {p-1}{m}}m^{2n}\equiv \sum _{m=0}^{p-1}(-1)^{m}{\binom {p-1}{m}}m^{2n-\wp (p-1)}{\pmod {p}}}
{\displaystyle S(2n,p-1)\equiv S(2n-\wp (p-1),p-1){\pmod {p}}.}
j > nのときS(n,j) = 0であるから、補題2が証明された。
3. a,b > 2のとき、(ab – 1)!はabで割り切れる。
4. 第二種スターリング数は整数である。
フォン・シュタウト＝クラウゼンの定理の証明には、ベルヌーイ数の一般項の公式を用いる。
{\displaystyle B_{2n}=\sum _{j=0}^{2n}{\frac {1}{j+1}}\sum _{m=0}^{j}{(-1)^{m}{j \choose m}m^{2n}}}
これは第二種スターリング数S(n,j)を用いて次のように書ける。
{\displaystyle B_{2n}=\sum _{j=0}^{2n}{\frac {j!}{j+1}}(-1)^{j}S(2n,j)}
j + 1を4より大きい合成数とすると、補題3よりj!は j + 1で割り切れる。
j = 3ならば、
{\displaystyle \sum _{m=0}^{3}(-1)^{m}{\binom {3}{m}}m^{2n}=3\cdot 2^{2n}-3^{2n}-3\equiv 0{\pmod {4}}.}
Inを整数とする。j + 1が素数ならば補題1,2を使って、j + 1が合成数ならば補題3,4を使って、次の式の成立が分かる。
{\displaystyle B_{2n}=I_{n}-\sum _{(p-1)|2n}{\frac {1}{p}},}
これは示されるべきことであった。